# Mrtvecsne peszmi
Za knjigo Janoša Županeka glej Mrtvecsne peszmi (Janoš Županek)
Mrtvecsne peszmi (Mrliške pesmi) je tiskana prekmurska luteranska pesmarica za pogrebe (pokapanja) iz leta 1796. Napisal jo je Štefan Sijarto, domanjševski učitelj. Ker je bila zelo razširjena v Slovenski okroglini na Ogrskem, velja za pomemno delo prekmurske književnosti. Iz nje so do 20. stoletja pesmi prevzemali tudi poznejši sestavljavci pesmaric. Mrtvecsne peszmi imajo dva ponatisa: Grgo Lutar in Mihael Kološa iz Sebeborcev sta pripravila prvi ponatis (1887): Mrtvecsne peszmi stere szo szti sztári piszm vküp pobráne, pobougsane ino na haszek szlovenszkoga národa zdaj obdrügics na szvetloszt dáne. Drugi ponatis je bil tiskan v Murski Soboti: Mrtvečne peszmi stere szo szti sztári piszk vküp pobráne... (1910). 

## Vsebina
Mrtvecsne peszmi je prva tiskana mrliška pesmarica in prvi tiskani molitvenik slovenskih evangeličanov na Ogrskem. Caloten naslov se glasi: Mrtvecsne peszmi stere szo szti sztári píszm vküp pobráne, pobougsane, ino na haszek Szlovenszkoga Národa zdaj oprvics na ſzvetloſzt dáne po S.S. P.S. Stampane v-Szombateli pri Sziesz Antni vu Leti 1796. Sijarto je svoje ime skrajšal z začetnicami: S.S. P.S., Szijarto Stevano Püconskom Skolniki. Pesmarica ima 73 pesmi namenjene petju pri bedenju ob mrliču in ob pogrebu.